# Leopold Govaerts
Leopold Lodewijk Govaerts (Borsbeek, 7 juni 1907 - aldaar, 25 juli 1959) was een Belgische politicus voor de CVP.

## Levensloop
Govaerts werd geboren in 1907 als zoon van Jan Frans Eduard Govaerts en Carolina De Prins. Professioneel werd hij actief binnen het familiebedrijf Bouwmaterialen Govaerts. Hij was ook actief in lokale afdelingen van diverse middenstands- en ondernemersverenigingen, zoals het NCMV.
Govaerts werd politiek actief in Borsbeek en was er onder meer schepen van Openbare Werken. Midden 1959 werd hij er burgemeester in opvolging van Victor Snacken. Hij werd plechtig ingehuldigd op 28 juni 1959, maar hij overleed onverwacht amper vier weken later, op 25 juli. Hij werd als burgemeester opgevolgd door Guillaume Huybrechts.
Zijn afscheidsplechtigheid vond plaats in een noodkerk en hij kreeg een laatste rustplaats op de begraafplaats van Borsbeek. Ook zijn oudere broer Emiel was een tijd schepen in Borsbeek. Later zou zijn jongere broer Leo van 1971 tot 1977 burgemeester van Borsbeek worden.